# Municipio de Frenchcreek
El municipio de Frenchcreek (en inglés: Frenchcreek Township) es un municipio ubicado en el condado de Venango en el estado estadounidense de Pensilvania. En el año 2000 tenía una población de 1.605 habitantes y una densidad poblacional de 21 personas por km².

## Geografía
El municipio de Frenchcreek se encuentra ubicado en las coordenadas 41°25′00″N 79°57′59″O / 41.41667, -79.96639.

## Demografía
Según la Oficina del Censo en 2000 los ingresos medios por hogar en la localidad eran de $38,813 y los ingresos medios por familia eran $46,771. Los hombres tenían unos ingresos medios de $35,000 frente a los $21,852 para las mujeres. La renta per cápita para la localidad era de $17,620. Alrededor del 7,4% de la población estaban por debajo del umbral de pobreza.